# Carol Liebowitz
Carol Liebowitz (* 1953 in New York City) ist eine US-amerikanische Jazzmusikerin (Gesang, Piano, Komposition).

## Leben und Wirken
Carol Liebowitz erhielt ab dem Alter von neun Jahren klassischen Klavierunterricht und besuchte dann die High School of Performing Arts ihrer Geburtsstadt; anschließend studierte sie an der New York University. Nach ihrem Bachelorabschluss nahm sie Improvisationsstunden bei Connie Crothers und bei Jay Clayton. Weiteren Unterricht hatte sie bei Sal Mosca und Sheila Jordan. Im Laufe ihrer Karriere trat sie in Europa und in New Yorker Spielstätten wie dem Roulette, The Stone, Cornelia Street Cafe, IBeam und im Birdland auf. 1994 legte sie mit dem Saxophonisten Bob Field ihr Debütalbum Waves of Blue Intensities (Orchard) vor, gefolgt von Time on My Hands (1998, mit Gitarrist Andy Fite) mit Standards aus dem Great American Songbook wie „I Can’t Believe That You’re in Love with Me“, „It Could Happen to You“ und „You Don’t Know What Love Is“. Im Bereich des Jazz war sie zwischen 1994 und 2017 an zehn Aufnahmesessions beteiligt. Mit der Saxophonistin Birgitta Flick entstand 2017 ein Duoalbum mit gemeinsamen Kompositionen und dem Standard „You Don't Know What Love Is“.

## Diskographische Hinweise
- Carol Liebowitz / Nick Lyons: First Set (Line Art Records, 2007)
- Payne Lindal Liebowitz (Line Art Records, 2014), mit Bill Payne, Eva Lindal
- Spiderwebmandala (Line Art, 2016): Carol Liebowitz & Bill Payne Duo
- To Be Continued: Poetry from the Future (Line Art, 2017), mit Claire de Brunner, Daniel Carter, Kevin Norton, Carol Liebowitz (Piano)
- Carol Liebowitz & Birgitta Flick: Malita-Malika (Leo Records, 2018)